# Cannonball (Album)
Cannonball ist ein Jazzalbum von Richie Cole. Die am 6. Februar sowie am 20. und 27. März 2016 in den Heid Studios in Aspinwall, Pennsylvania entstandenen Aufnahmen erschienen am 26. Oktober 2018 auf Coles Label Richie Cole Presents.

## Hintergrund
In den 2010er-Jahren zog der Saxophonist Richie Cole nach Pittsburgh, wo seine Tochter lebte, und arbeitete in der Jazzszene der Stadt und nahm mit lokalen Musikern auf. Sein erstes Album für sein eigenes Label, Richie Cole Presents trug den Titel Pittsburgh. „Die Pittsburgh-Iteration seines Alto Madness Orchestra begleitete Cole auf all seinen letzten sechs Alben, von denen das letzte Cannonball von 2018 war“, schrieb Michael J. West in seinem Nachruf auf den Musiker, der Anfang Mai 2020 starb.
Als Richie Cole, der in den 1970er und 1980er Jahren den Begriff „Alto-Madness“ in die Jazzsprache brachte, seine Karriere begann, hatte er das Glück, seinem Idol Cannonball Adderley zu begegnen. Der legendäre Saxophonist lud den jungen Musiker und Studenten an der Berklee School of Music ein, mit seiner Band zu jammen.
In einem Interview für All About Jazz erklärte Cole, dass der berühmte Jazzmusiker sein Lieblingsaltsaxophonist sei. Wie Adderley konnte Cole eine breite Palette von Musik abdecken – vom Hardbop bis hin zu kommerziellen Zugeständnissen, schrieb Rob Rosenblum. Alle Titel auf dem Album, mit Ausnahme von Coles eigener Komposition „Bell of the Ball“, die eine Hommage an Adderley darstellt, sind Kompositionen, die Adderley aufgenommen hat. Im Gegensatz zu diesem schuf Cole umfassendere Arrangements; während Adderley meistens im Quintett- oder Sextettformat spielte und aufnahm, erfand Cole einige einfache, aber effektive Hintergrundarrangements. Mit J. D. Chaisson an der Trompete und Jerrick Matthews am Tenor und an zwei Titeln mit jeweils einem weiteren Altsaxophonisten haben die Arrangement fast ein Big-Band-Feeling, schrieb Rosenblum, lassen aber viel Platz für die Solisten.
Der Kern der Band wird von einem Quintett mit dem Posaunisten Reggie Watkins gebildet. Damit zog Cole die tiefere Posaune dem Kornett vor, das Cannonball Adderley normalerweise einsetzte. Die Rhythmusgruppe besteht aus dem Pianisten Kevin Moore, dem Bassisten Mark Perna und dem Schlagzeuger Vince Taglieri.

## Titelliste
- Richie Cole Featuring Reggie Watkins: Cannonball (Richie Cole Presents RCP 003)[4]

1. Del Sasser (Sam Jones) 4:19
2. Dat Dere (Bobby Timmons) 4:27
3. Stars Fell on Alabama (Frank Perkins, Mitchell Parish) 5:03
4. Matchmaker, Martchmaker (Jerry Bock, Sheldon Harnick) 3:31
5. Jeannine (Duke Pearson) 5:53
6. Jive Samba (Nat Adderly) 6:38
7. Bell of the Ball (Richie Cole) 4:16
8. Sack O' Woe (Cnnnonball Adderley) 5:28
9. Mercy, Mercy, Mercy (Joe Zawinul) 3:27
10. Save Your Love for Me (Kenia, Burnside, Johnson) 5:00
11. Toy (Clifford Jordan) 3:37
12. Azule Serape (Victor Feldman) 3:34
13. Unit 7 (Sam Jones) 4:53
14. Save Your Love For Me (Bonus English Version) 5:00

## Rezeption
Nach Ansicht von Rob Rosenblum, der das Album in „All About Jazz“ rezensierte, habe „die Gruppe eine fast Count-Basie-ähnliche Anmutung, mit klaren und prägnanten Arrangements“. Insgesamt sei dies eine durchdachte, ausgewogene Aufnahme, resümiert der Autor, die in die Diskographie von Coles jüngsten Veröffentlichungen auf diesem Label passe. „Dichte Arrangements, erstklassige Musikalität und eine durchdachte Auswahl an Songs tragen zu einer wohlverdienten Hommage an einen großartigen Jazz-Mitwirkenden und einen anderen hervorragenden Altisten bei, was beweist, dass der böse Junge namens Bebop noch viel Leben hat.“
Ebenfalls in „All About Jazz“ schrieb Nicholas F. Mondello, während der gesamten Session sei Cole voller Energie und überbringe seine Hommage mit einem persönlichen Stempel. Geschickt und gefühlvoll und mit einem tiefen Gefühl für Swing habe er hier viele Überraschungen im Ärmel, wie die Einbeziehung des Posaunisten Reggie Watkins. Die Kombination aus Coles hellem Alt und Watkins’ weichem Tönen verleihe den Linien des Adderley-Kanons („Del Sasser“, „Dat Dere“ und „Sack o Woe“) eine tiefe Geschmacksnote. Eine weitere Überraschung sei eine riskante Up-Tempo-Version des Klassikers „Mercy, Mercy, Mercy“. Coles technischen Fähigkeiten – immer solide und leicht getragen – ermöglichten es ihm, seine Tricks mit „koboldartigem Flair“ in „Matchmaker, Matchmaker“ (ein Titel aus Fiddler on the Roof) und der hart swingenden „Jeanine“, „Bell of the Ball“ und dem latinesken „Azule Serape“ zu erarbeiten. „Seine Linien und scat-ähnlichen Beugungen sind Markenzeichen eines wahren Jazzmeisters“, schrieb Mondello. „Watkins’ Improvisationsansatz passt perfekt zu Coles Stil. Er hat einen starken J. J. Johnson Einfluss mit einem großartigen Sound („Stars Fell on Alabama“, „Save Your Love for Me“) und tiefem Swing („Toy“).“ Coles Arrangierfähigkeiten – die seinem sprudelnden Spiel ähneln – seien durchweg gut zu erkennen.